# Zhang Xiu
Zhāng Xiù (chinesisch 張繡 / 张绣, IPA (hochchinesisch) [[Liste der IPA-Zeichen#|d̥ʐ̥ɑŋ5 ɕi̯oʊ̯51]], W.-G. Chang Hsiu; † 207) war ein Warlord während der späten Han-Dynastie und zur Zeit der drei Reiche im alten China.
Zhang Xiu wurde in Zuli (heutiges Jingyuan, Gansu) geboren. Er war ein entfernter Neffe des Kavalleriegenerals Zhang Ji, der dem tyrannischen Warlord Dong Zhuo diente. Nach Dong Zhuos Tod im Jahre 192 besetzte er mit Zhang Ji und anderen ehemaligen Dong Zhuo-Generälen die Hauptstadt Chang’an, wofür er die Titel General, der Loyalität aufbaut (建忠將軍) und Marquis Xuanwei (宣威侯) erhielt.
Nach Zhang Jis Tod übernahm Zhang Xiu seine Truppen und eroberte Wancheng (heutiges Nanyang, Henan). Er verbündete sich mit Liu Biao, dem Gouverneur von Jingzhou, der damals einer der bedeutenderen Warlords war. Im Jahr 197 begann Cao Cao seine südlichen Feldzüge. Als er am Bai-Fluss anlangte, ergab Zhang Xiu sich ihm und behielt sein Kommando in Wancheng.
Cao Cao nahm Zhang Jis Witwe als Konkubine an, was Zhang Xiu verärgerte. Cao Cao plante deswegen, ihn zu ermorden. Weil aber dieser Plan zu Zhang Xiu durchdrang, ergriff dieser die Initiative und unternahm einen Überraschungsangriff auf Cao Caos Lager. Cao Cao aber entkam durch die Hilfe seines Leibwächters Dian Wei, seines Sohnes Cao Ang und seines Neffen Cao Anmin, die alle ihr Leben ließen.
In den folgenden drei Jahren schickte Cao Cao immer wieder Truppen, um Zhang Xiu zu besiegen, aber immer erfolglos. Im Jahre 200 nahm Zhang Xiu den Rat seines Beraters Jia Xu an und unterwarf sich Cao Cao, der ihn mit offenen Armen empfing und zu seinen Ehren ein Bankett veranstaltete. Außerdem vermählte Cao Cao seinen Sohn Cao Jun mit Zhang Xius Tochter.
Zu dieser Zeit kämpfte Cao Cao gegen den mächtigen Warlord Yuan Shao, der die nördliche Zentralebene Chinas unter seiner Kontrolle hatte. Für seine Erfolge in der Schlacht von Guandu, in der Yuan Shao entscheidend geschlagen wurde, erhielt Zhang Xiu den Titel General, der die Qiang besiegt (破羌將軍). Die Qiang hatten zu dieser Zeit sehr gute Verbindungen zu Yuan Shao gehabt.
207 starb Zhang Xiu auf dem Weg nach Liucheng während einer Kampagne gegen den Wuhuan-Stamm. Er wurde postum zum Marquis Ding (定侯), dem „unerschütterlichen Marquis“, ernannt.
| Personendaten    | Personendaten                                |
| ---------------- | -------------------------------------------- |
| NAME             | Zhang, Xiu                                   |
| ALTERNATIVNAMEN  | Zhāng, Xiù; Chang, Hsiu                      |
| KURZBESCHREIBUNG | chinesischer Warlord der späten Han-Dynastie |
| GEBURTSDATUM     | 2. Jahrhundert                               |
| STERBEDATUM      | 207                                          |